# 8437 Бернікла
8437 Бернікла (8437 Bernicla) — астероїд головного поясу.
Тіссеранів параметр щодо Юпітера — 3,449.